# Језерски врх (Проклетије)
Језерски врх (алб. Maja Jezercë) је највиши врх Проклетија и Динарида, са висином од 2.694 метра надморске висине. Врх се административно налази у северној Албанији, у округу Скадар, близу црногорске границе. Северно од планине се налази 6 језера.
Језерски врх је други највиши врх Албаније. Од њега је виши врх Кораб (2.764 метра).